# Revue de France
« Revue de France » (avec ou sans l'article) est le titre de plusieurs publications périodiques littéraires françaises : apparu en 1836, il connut plusieurs formules, n'ayant parfois aucun lien entre elles.

## Revue de France(1871-1881)
Après avoir été une revue éphémère lancée à Moutiers en 1836, une nouvelle Revue de France est créée à Paris en 1871 par le directeur-gérant Léonce Dumont : il s'agit d'une revue littéraire à parution variable qui fut éditée pendant dix ans jusqu'en juillet 1881. Parmi les directeurs qui se sont succédé : de décembre 1877 à janvier 1880, le directeur-gérant est l'éditeur et patron de presse Paul Dalloz ; à partir de février 1881, le gérant est P. Faivre.

## Autres revues

### Revue de France(1896-1899)
Une Revue de France dirigée par Georges Rocher dont le premier numéro sortit en 1896 et qui disparut en 1899 avec le numéro 41. 

### Revue de France et des pays français(1912)
Se consacrant aux arts plastiques, La Revue de France et des pays français est lancée à Paris en février 1912, par Olivier Hourcade (1892-1914) et connut moins de cinq numéros.

### Revue de France(1921-1939)
Enfin une Revue de France fut fondée par Horace de Carbuccia, cousin de Marcel Prévost, en 1921 chez l'éditeur La Renaissance du livre, puis devient indépendante et paraît jusqu'en 1939, dirigée par Marcel Prévost et Joseph Bédier. Son adresse était au 1 avenue de l'Observatoire à Paris, et son directeur politique fut Raymond Recouly. En 1925, elle reprit les activités de la revue Demain publiée par l'éditeur Ferenczi,. Une collection d'ouvrages parus dans la foulée sous la marque des Éditions de France, à partir de novembre 1923, un éditeur prolifique et très ouvert aux domaines étrangers, et qui édita également la revue Gringoire.